# 巴列里奧·維爾米格里奥
巴列里奧·維爾米格里奥（義大利語：Valerio Vermiglio；1976年3月1日—）是一位意大利排球運動員。他也代表意大利國家男子排球隊參賽。他參加了2004年雅典奧運會，幫助意大利獲得銀牌。

## 外部連結
- 巴列里奧·維爾米格里奥在国际奥林匹克委员会的资料
- 巴列里奧·維爾米格里奥的Facebook專頁